# UFC Fight Night: Edgar vs. Swanson
UFC Fight Night: Edgar vs. Swanson (también conocido como UFC Fight Night 57) fue un evento de artes marciales mixtas celebrado por Ultimate Fighting Championship el 22 de noviembre de 2014 en el Frank Erwin Center en Austin, Texas.

## Historia
Este fue el segundo evento que la organización ha celebrado en Austin, después de UFC Fight Night 22 en 2010.
El evento estuvo encabezado por un combate de peso pluma entre los contendientes top Cub Swanson y Frankie Edgar.
El combate entre Paige VanZant y Kailin Curran, brevemente vinculado a UFC Fight Night 54, fue reprogramado y se espera que tenga lugar en este evento después de que Vanzant sufriera una lesión menor.

## Premios extra
Cada peleador recibió un bono de $50,000.
- Pelea de la Noche: Paige VanZant vs. Kailin Curran
- Actuación de la Noche: Frankie Edgar y Oleksiy Oliynyk